# Hans Lingl Anlagenbau & Verfahrenstechnik
Die Hans Lingl Anlagenbau & Verfahrenstechnik GmbH & Co. KG ist eine weltweit tätige deutsche Unternehmensgruppe mit Hauptsitz in Krumbach (Schwaben). Sie fertigt und vertreibt Maschinen und Anlagen für die Produktion grobkeramischer Baustoffe (Brennöfen, Trockneranlagen) und errichtet schlüsselfertig ganze Ziegel-, Dachziegel-, Spaltplatten-, Steinzeugrohr- und Feuerfestwerke.

## Geschichte
Das Unternehmen wurde 1938 im oberbayerischen Weilheim als Ein-Mann-Betrieb von dem aus Haag/Oberpfalz stammenden Hans Lingl senior (* 1910) gegründet. Er hatte 1936 eine „Vorrichtung zum Engobieren von Dachziegeln“ zum Patent angemeldet. Nach dem Zweiten Weltkrieg begann er 1946 in Schwarzenfeld in der Oberpfalz von neuem. 1951 verlagerte er den Sitz ins zentraler gelegene Neu-Ulm. 1956 richtet Lingl das weltweit erste Ziegelwerk mit durchgängigem Fließbetrieb ein. Infolge seiner Innovationen und der  boomenden Bauwirtschaft wuchs das Unternehmen stark und wurde mehrfach erweitert. 1961 wurde in Krumbach (Schwaben) ein zweites Werk errichtet. Der Sohn Hans Lingl junior (* 1938) trat früh in das Unternehmen ein, ging 1969 in die USA und baute zu Beginn der 1970er-Jahre in Tennessee ein Zweigunternehmen auf. Er verlagerte den Hauptsitz der gesamten Unternehmensgruppe nach Krumbach. 1977 übernahm er zusammen mit dem Schwager Klaus Appel die Geschäftsleitung. Teilhaber waren fortan Hans Lingl, Klaus Appel und  Karin Lingl (Tochter von Hans Lingl Sen.), als Miteigentümerin. Nach einem erneuten Aufschwung (1988: 820 Mitarbeiter), gefördert durch die deutsche Wiedervereinigung 1989, kam Ende der 1990er Jahre ein wirtschaftlicher Einbruch und Lingl musste viele Stellen streichen (2004: noch rund 520 Mitarbeiter). 2004 wurde auch die Verwaltung von Neu-Ulm nach Krumbach verlegt. Ende 2007 trat Lingl aus dem Arbeitgeberverband aus, entzog sich damit der Bindung an den Flächentarifvertrag und schloss Anfang 2008 einen Unternehmenstarifvertrag ab. 2008 stieg die Mitarbeiterzahl wieder auf 570 (inklusive Tochtergesellschaften rund 720). Massiv gesunkene Auftragseingänge, bedingt durch den Nachfragerückgang im Bauwesen infolge der Wirtschaftskrise, führten im Januar 2009 zur Einführung abteilungsweise wechselnder Kurzarbeit und die Unternehmensleitung gab im Frühjahr einen Sanierungsplan mit starken Einschnitten bekannt (unter anderem kompletten Verzicht auf Urlaubs- und Weihnachtsgeld, Verschiebung der Tariferhöhung, Streichen von Einmalzahlungen und Arbeitszeitkonten, Einstellungsstopp, Reduzierung von Leiharbeitern, Verzicht der Geschäftsführer und Führungskräfte auf Entgeltbestandteile, weniger Fremdvergabe von Leistungen).
In Krumbach ist die Hans-Lingl-Straße nach dem Unternehmensgründer benannt.

## Kennzahlen, Struktur, Gesellschafter, Leitung
Die Lingl-Gruppe beschäftigte 2007 weltweit rund 700 Mitarbeiter, 2008 rund 550 (früher bis über 1000). Der Umsatz der Unternehmensgruppe lag 2008 bei rund 160 Mio. Euro, wobei der Exportanteil bei 95 % des Geschäftsvolumens liegt.
Deutsche Tochtergesellschaften bestehen in Butzbach (Innovatherm), Lauda-Königshofen (Trafö Förderanlagen), Auslandsgesellschaften sitzen in Congleton in der Grafschaft Cheshire (Vereinigtes Königreich), Igualada bei Barcelona (Spanien) und Kernersville, North Carolina (USA). Darüber hinaus gibt es weltweit zahlreiche Vertretungen.
Geschäftsführer ist Hugo Schneider.